# All'anima della musica!
All'anima della musica! (in inglese: Soul Music, traducibile come "Musica Soul" ma anche come "La musica dell'anima") è il sedicesimo romanzo di Terry Pratchett ambientato nel Mondo Disco. È stato pubblicato per la prima volta nel 1994. Come in altri romanzi della serie, Pratchett introduce elementi della società moderna nel mondo magico e vagamente medievaleggiante del Mondo Disco, in questo caso la musica Rock and roll e i complessi musicali, con conseguenze quasi disastrose. In questo libro compare per la prima volta Susan Sto Helit, figlia di Mort e Ysabell e nipote della Morte.
Nel giugno 2013 la casa Salani ha pubblicato l'edizione italiana.

## Personaggi
- Imp Y Celyn, detto "Buddy" (in riferimento a Buddy Holly): musicista. Umano, la cui musica viene giudicata un po' "elfica" (un gioco di parole tra "Elvis e "elfish"). Suona l'arpa e una sorta di chitarra.
- Lias Bluestone, detto "Cliff": musicista. Troll. Percussionista.
- Glod Glodsson: musicista. Nano. Suona una tromba.
- Il Bibliotecario. Il mago bibliotecario della scuola di magia, da tempo trasformato in Orango, in seguito a un incidente nella biblioteca. Suona l'organo.
- Mi-Voglio-Rovinare Dibbler: manager di gruppi musicali. Già apparso in Stelle cadenti come produttore cinematografico.
- La Morte: personificazione antropomorfica della morte nel Mondo Disco.
- Susan Sto Helit: nipote della Morte, figlia di Mort e Ysabell (comparsi in Morty l'apprendista). Prima apparizione. Frequenta un college.
- Albert (ovvero Alberto Malich): maggiordomo della Morte. Umano (e mago).
- Gilda dei Musicisti.

## Trama
Il giovane musicista Imp Y Celyn, venuto in cerca di fortuna nella città di Ankh-Morpork, introduce inconsapevolmente la musica rock nel Mondo Disco, fatto cui segue una bizzarra alterazione della realtà: vecchi stregoni che assumono atteggiamenti giovanilistici, apparizioni di orde di fan, e, soprattutto, un sacco di gente che cerca di fare musica da sola; quest'ultimo è il fatto di gran lunga più grave, almeno dal punto di vista della Gilda dei Musicisti!
Nel frattempo, la giovane collegiale Susan Sto Helit si trova improvvisamente proiettata nel ruolo di Tristo Mietitore, a causa della sparizione del nonno, e prende interesse alla sorte di Imp, la cui clessidra (la Morte ha una clessidra per ogni persona) si è improvvisamente riempita di musica proveniente da un altro mondo!
Anche i maghi cercano di venire a capo dell'enigma di questa musica misteriosa. O meglio l'Arcicancelliere, Munstrum Ridcully, ne vuole venire a capo: gli altri, dal Bibliotecario fino al Decano, sono diventati dei fan sfegatati del nuovo ritmo!
Il Tristo Mietitore, nel frattempo, è intento a cercare di dimenticare, provando i molti e vari modi raccomandati dal volgo.

## Altri media
Esiste un adattamento a cartoni animati, prodotto dallo studio Cosgrove Hall Films per Channel 4 nel 1996.

## Edizioni
- Terry Pratchett, Soul Music, Victor Gollancz,  p. 286, ISBN 0-575-05504-9.